# Shin Don-gin
Dans ce nom coréen, le nom de famille, Shin, précède le nom personnel.
Shin Don-gin, né le 21 juin 1994, est un coureur cycliste sud-coréen. Il participe à des compétitions sur route et sur piste.

## Palmarès sur piste

### Championnats du monde
- Pruszków 2019
  - 15e de la poursuite par équipes[1]

### Championnats d'Asie
- Nakhon Ratchasima 2015
  -  Médaillé de bronze de la course aux points
- Izo 2016
  -  Champion d'Asie de l'américaine (avec Park Keon-woo)
  -  Médaillé de bronze de la poursuite par équipes
- Jakarta 2019
  -  Champion d'Asie de poursuite par équipes (avec Im Jae-yeon, Kim Ok-cheol et Min Kyeong-ho)
  -  Médaillé de bronze de l'omnium
- Jincheon 2020
  -  Champion d'Asie de l'américaine (avec Kim Eu-ro)
  -  Médaillé d'argent de la poursuite par équipes
  -  Médaillé de bronze de l'omnium
- New Delhi 2022
  -  Médaillé d'argent de la poursuite par équipes

### Championnats nationaux
- 2019
  - 2e du championnat de Corée du Sud de l'américaine
  - 2e du championnat de Corée du Sud de l'omnium
  - 3e du championnat de Corée du Sud de poursuite par équipes
- 2020
  -  Champion de Corée du Sud de l'américaine (avec Kim Eu-ro)
  - 2e du championnat de Corée du Sud de poursuite par équipes
- 2022
  -  Champion de Corée du Sud de l'omnium
- 2023
  - 2e du championnat de Corée du Sud de l'omnium
  - 2e du championnat de Corée du Sud de poursuite par équipes
  - 3e du championnat de Corée du Sud de l'américaine

## Palmarès sur route

### Par année
- 2021
  - 3e du championnat de Corée du Sud du contre-la-montre

### Classements mondiaux
| Année         | 2019 |
| ------------- | ---- |
| UCI Asia Tour | 90e  |